# 伊地知季随
伊地知 季随（いぢち すえみち）は、南北朝時代の武将。子に伊地知季弘。

## 生涯
越前国伊知地（現在の福井県勝山市伊知地）を領しており、北朝方に与していたが、讒言のために足利尊氏によって罪人とされ領地を没収された。島津氏久及びその父貞久の取り成しによって救われたことから、以後は島津氏に従い転戦した。
南朝方の菊池氏との戦いで島津氏が敗れた際に、恩ある氏久の身代わりとなって討死した。
以後伊地知氏は薩摩国や大隅国等に土着した。